# Ipsa childreni
Ipsa childreni ist die einzige Art der Gattung Ipsa aus der Familie der Kaurischnecken.

## Beschreibung
Das Gehäuse wird zwischen 16 mm und 24 mm groß – das größte gefundene Exemplar ist 32 mm groß. Die Farbe des Gehäuses reicht von Blassgelb bis Dunkelbraun. Der Mantel beim lebenden Tier umschließt das gesamte Gehäuse und ist weiß transparent. Die Papillen sind baumartig (dendritisch).

## Lebensraum und Vorkommen
Ipsa childreni ist eine nur gelegentlich vorkommende Art. Das Verbreitungsgebiet erstreckt sich über den mittleren und östlichen Teil des Indischen Ozeans bis in den südwestlichen Pazifik. Ipsa childreni lebt in 5 m bis 50 m Tiefe im Meer, stets in der Nähe von Korallenriffen, wo sie Nahrung und Schutz vor Räubern findet.

## Taxonomie
Die Art wurde 1825 von John Edward Gray zuerst beschrieben. Danach wurde dieselbe Art noch dreimal beschrieben und mit diesen Namen belegt: lemurica (1938), samurai (1940) und novaecaledoniae (1952), die heute als Synonyme betrachtet werden. Alle drei Beschreibungen wurden von demselben Forscherehepaar erbracht, von Franz Alfred Schilder und Maria Schilder.

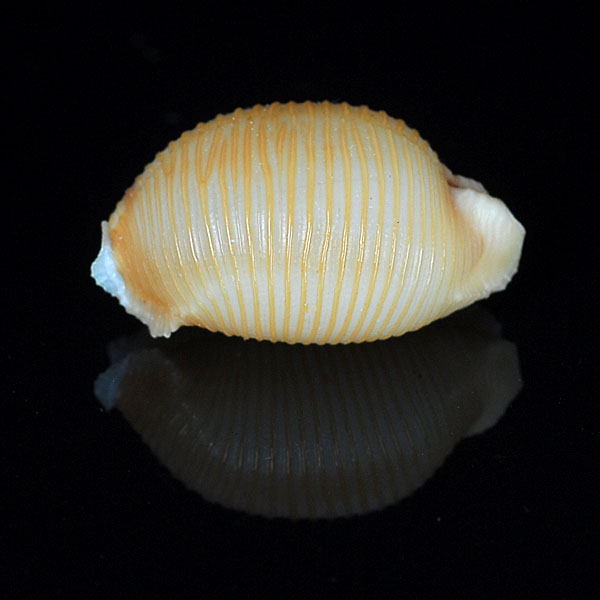
Ipsa childreni
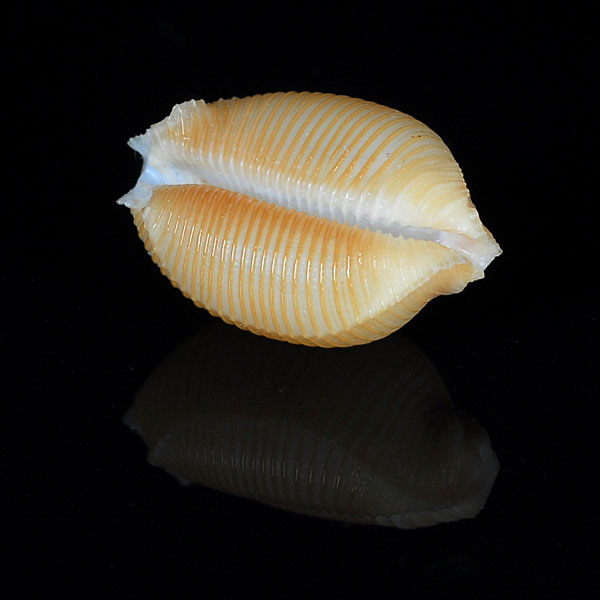
Ipsa childreni